# Karl Georg Schmidt (Politiker)

Karl Georg Schmidt

Karl Georg Schmidt (* 29. März 1904 in Weimar; † 26. November 1940 in Friedrichroda, Thüringen) war ein deutscher Nationalsozialist und Abgeordneter. Er war Oberbürgermeister von Köln und Gauwirtschaftsberater.

## Leben
Schmidt studierte Wirtschafts- und Staatswissenschaften an der Johann Wolfgang Goethe-Universität in Frankfurt am Main. Abschluss als Dipl.-Kaufmann und Promotion zum Dr. rer. pol. 1927. 1925 wurde er im Corps Austria recipiert.
Er trat 1923 die NSDAP ein und wechselte nach deren Verbot zum Freikorps Oberland. Nach der Aufhebung des Verbots 1925 wurde er wieder NSDAP-Mitglied. In der Folge war er Mitbegründer des Nationalsozialistischen Deutschen Studentenbundes an der Universität Frankfurt. Von April bis Juni 1925 war er Stützpunktleiter der NSDAP in Bitterfeld und kurzfristig Bezirksleiter im Kinzigtal. Von Januar 1929 bis März 1933 dann Geschäftsführer des westdeutschen Verbandes der Uhrmacher und Goldschmiede e. V. in Köln und dort verwandt mit dem Parteigenossen, dem Goldschmied Karl Berthold (der von 1933 bis 1945 als NS-Direktor die Kölner Werkschulen leitete). Ab 1931 war er Gauwirtschaftsberater, Gauwalter der Deutschen Arbeitsfront und Gauamtsleiter des Amtes Handel und Handwerk. 1932 gründete und leitete er den antisemitischen Kampfbund des gewerblichen Mittelstandes. Er war ab März 1932 Mitglied des Preußischen Landtages.
Bei den Stadtverordnetenwahlen am 12. März 1933 war Schmidt Kandidat der NSDAP auf Platz 11. Nach dieser Wahl und der Machtergreifung der Nationalsozialisten in Köln am folgenden Tag wurde Schmidt zum Wirtschaftsdezernenten im Stadtrat ernannt. Nach einer Tätigkeit als kommissarischer Beigeordneter der Stadt Köln bis Juni 1933 und als Stadtverordneter wurde er im folgenden Monat zum Hauptgeschäftsführer der Industrie- und Handelskammer ernannt. Dieses Amt übte er bis zum Dezember 1936 aus. Im Februar 1934 wurde Schmidt vom Oberpräsidenten der Rheinprovinz zum Mitglied des Bezirksverwaltungsgerichts ernannt. Von Juli 1934 bis 1937 war er außerdem als Ratsherr im Rat der Stadt vertreten. Im Januar 1935 wurde Schmidt vom preußischen Ministerpräsidenten Hermann Göring zum Preußischen Provinzialrat der Rheinprovinz ernannt. Schmidt war Inhaber des Goldenen Ehrenzeichens der NSDAP und des Gautraditionszeichens vom Jahre 1923 (Hessen-Nassau).
Im Januar 1937 löste Schmidt Günter Riesen als Oberbürgermeister von Köln ab und blieb dies bis zu seinem Tode 1940. Er sah sich gern als Förderer der Künste: In der „Gaukulturwoche“ 1938 stellte er z. B. 100.000 Reichsmark aus dem städtischen Haushalt „zur Förderung und für Ankäufe zeitgenössischer völkischer Kunst“ zur Verfügung. Ein schönes Beispiel des Kölner Klüngels: denn davon profitierten überwiegend Künstlerlehrer, Absolventen und Studierende der Kölner Kunstschule, die von seinem Stiefvater, dem Direktor Karl Berthold geleitet wurde. Die Stadt Köln verfügte zu der Zeit (wie auch alle anderen Städte im Reich) durch die Arisierung der Vermögen ihrer jüdischen Mitbürger (die in der Aktion 3 durchgeführt wurde) über erhebliche Geldsummen. Durch seine Tätigkeit als Oberbürgermeister von Köln war er zudem in einer Vielzahl von Aufsichtsräten und Kuratorien vertreten. Es handelte sich dabei unter anderem um die Aufsichtsräte folgender Firmen:
- Ford-Werke AG
- Gemeinnützige AG für Wohnungsbau in Köln
- Köln-Bonner Eisenbahnen
- Kölner Gas GmbH
- Kölner Verlags Anstalt und Druckerei
- Messe- und Ausstellungs-GmbH
- Rheinische Zellwolle AG
- Union Rheinische Braunkohlen-Kraftstoff AG.

Schmidt war ab November 1936 Brigadeführer im Nationalsozialistischen Kraftfahrkorps. Von März 1936 bis zu seinem Tod saß er im Reichstag. Nach seinem Tod wurde sein Mandat bis Kriegsende von Josef Krämer weitergeführt. Im Amt des Oberbürgermeisters folgte ihm Peter Winkelnkemper.

## Sonstiges
Königin Wilhelmina (Niederlande) verlieh ihm am 1. Dezember 1937 den Orden von Oranien-Nassau. Schmidt ließ 1938 das Motorschiff MS Stadt Köln als Repräsentationsschiff der Kölner Oberbürgermeister bauen. Das Schiff überstand den Krieg und steht heute unter Denkmalschutz.